# Open All Night (serie televisiva)
Open All Night è una serie televisiva statunitense in 12 episodi trasmessi per la prima volta nel corso di una sola stagione dal 1981 al 1982.
È una sitcom incentrata sulle vicende di una famiglia, i Feester, che vive e lavora in un emporio.

## Trama
Gordon Feester gestisce un emporio aperto 24 ore su 24 con l'aiuto della moglie Gretchen e del figliastro Terry e dell'addetto al turno di notte, Robin. A far loro spesso visita sono i due poliziotti, Steve e Edie.

## Personaggi e interpreti
- Gordon Feester (12 episodi, 1981-1982), interpretato da George Dzundza.
- Gretchen Feester (12 episodi, 1981-1982), interpretata da Susan Tyrrell.
- Terry Feester (12 episodi, 1981-1982), interpretato da Sam Whipple.
- Ufficiale Steve (12 episodi, 1981-1982), interpretato da Jay Tarses.
- Ufficiale Edie (12 episodi, 1981-1982), interpretata da Bever-Leigh Banfield.
- Robin (12 episodi, 1981-1982), interpretato da Bubba Smith.
- Uomo dell'FBI (2 episodi, 1981), interpretato da Will Mackenzie.
- Arabo (2 episodi, 1981), interpretato da Joe Mantegna.

## Produzione
La serie fu ideata da Jay Tarses e Tom Patchett. Le musiche furono composte da Tom Wells.

### Registi
Tra i registi sono accreditati:
- Will Mackenzie in 5 episodi (1981-1982)
- Tom Patchett in 3 episodi (1981-1982)
- Tony Singletary in 2 episodi (1982)
- Jay Tarses

### Sceneggiatori
Tra gli sceneggiatori sono accreditati:
- Merrill Markoe in 3 episodi (1981-1982)
- Carol Gary in 2 episodi (1982)
- Ken Levine in 2 episodi (1982)
- Tom Patchett in un episodio (1981)
- Jay Tarses in un episodio (1981)

## Distribuzione
La serie fu trasmessa negli Stati Uniti dal 28 novembre 1981 al 5 marzo 1982 sulla rete televisiva ABC. È stata distribuita anche in Francia con il titolo Le joyeux bazar e in Spagna con il titolo Abierto toda la noche.

## Episodi
| Stagione       | Episodi | Prima TV USA |
| -------------- | ------- | ------------ |
| Prima stagione | 12      | 1981-1982    |